# Giuseppe Burzio
Giuseppe Burzio (Cambiano, 21 gennaio 1901 – 10 febbraio 1966) è stato un arcivescovo cattolico italiano, diplomatico del Vaticano.

## Biografia
Ordinato nel 1924, frequentò l'Accademia Pontificia Ecclesiastica nel 1926 e fu incaricato del servizio diplomatico della Santa Sede nel 1929 quando fu inviato in Perù come Segretario di 2ª classe. Successivamente prestò servizio in Cecoslovacchia come revisore dei conti (1935-1938), e come incaricato d'affari in Lituania (1938-1940), prima di essere inviato in Slovacchia nel 1940 come incaricato d'affari, sotto il regime slovacco di Jozef Tiso. Papa Pio XII nominò Burzio per esercitare pressioni sul governo slovacco; Burzio informò il papa del peggioramento della situazione per gli ebrei nello stato fantoccio nazista, scatenando le proteste vaticane in favore degli ebrei, facendo anche pressioni dirette sul governo slovacco.
Nel 1942 Burzio e altri riferirono a Tiso che i tedeschi stavano uccidendo gli ebrei deportati della Slovacchia. Tiso esitò inizialmente, ma poi si rifiutò di deportare i 24.000 ebrei rimasti in Slovacchia. Quando la deportazione iniziò di nuovo nel 1943, Burzio sfidò il primo ministro Tuka sullo sterminio degli ebrei slovacchi. Il Vaticano condannò il rinnovo delle deportazioni il 5 maggio e l'episcopato slovacco emise una lettera pastorale in cui condannava il totalitarismo e l'antisemitismo l'8 maggio 1943.
Nell'agosto 1944, la rivolta nazionale slovacca insorse contro il regime del Partito popolare. Le truppe tedesche furono inviate per sedare la ribellione e con loro arrivò la polizia di sicurezza incaricata di radunare gli ebrei rimasti in Slovacchia. Burzio ha pregato Tiso direttamente di risparmiare almeno agli ebrei cattolici il viaggio e ha lanciato un ammonimento del Papa: "L'ingiustizia operata dal suo governo è dannosa per il prestigio del suo paese e i nemici la sfrutteranno per screditare il clero e la Chiesa in tutto il mondo."
Dopo la guerra, fu ordinato arcivescovo titolare di Gortyna nel 1946. Fu nominato nunzio apostolico a Cuba nel 1950 e rassegnò le dimissioni nel 1955.

## Genealogia episcopale e successione apostolica
La genealogia episcopale è:
- Cardinale Scipione Rebiba
- Cardinale Giulio Antonio Santori
- Cardinale Girolamo Bernerio, O.P.
- Arcivescovo Galeazzo Sanvitale
- Cardinale Ludovico Ludovisi
- Cardinale Luigi Caetani
- Cardinale Ulderico Carpegna
- Cardinale Paluzzo Paluzzi Altieri degli Albertoni
- Papa Benedetto XIII
- Papa Benedetto XIV
- Cardinale Enrico Enriquez
- Arcivescovo Manuel Quintano Bonifaz
- Cardinale Buenaventura Córdoba Espinosa de la Cerda
- Cardinale Giuseppe Maria Doria Pamphilj
- Papa Pio VIII
- Papa Pio IX
- Cardinale Alessandro Franchi
- Cardinale Giovanni Simeoni
- Cardinale Antonio Agliardi
- Vescovo Giacinto Arcangeli
- Cardinale Giuseppe Gamba
- Cardinale Maurilio Fossati, O.SS.G.C.N.
- Arcivescovo Giuseppe Burzio

La successione apostolica è:
- Vescovo José Calasanz Rosenhammer, O.F.M. (1949)